# Ferganocephale adenticulatum
Il ferganocefale (Ferganocephale andenticulatum) è un dinosauro erbivoro appartenente agli ornitischi. Visse nel Giurassico medio (Calloviano, circa 160 milioni di anni fa) e i suoi resti fossili sono stati ritrovati in Kirghizistan. Potrebbe essere uno dei più antichi marginocefali. 

## Classificazione
Tutto ciò che si conosce di questo animale sono alcuni denti fossili, dalla forma insolita. Essi infatti sono sprovvisti di denticoli marginali (piccole creste appuntite sui bordi). Gli autori della descrizione (Averianov et al, 2005), nonostante ammettano che i denti potrebbero essere stati danneggiati se ingeriti da un predatore e parzialmente digeriti, hanno posto l'accento sulla presenza di smalto sui denti. Questi denti (uno dei quali era stato inizialmente considerato appartenente a uno stegosauro) sembrerebbero essere appartenuti a un dinosauro ornitischio non specializzato, a causa della forma a foglia, ma la stranezza è costituita proprio dalla mancanza di denticoli. Alcuni dinosauri ornitischi (come i pachicefalosauri) possiedono denti simili, ma provengono da terreni molto più recenti (Cretaceo superiore). I pachicefalosauri appartengono ai marginocefali, ovvero dinosauri ornitischi dalla testa corazzata che comprendono anche i ben noti ceratopsi (o dinosauri cornuti). È possibile che Ferganocephale fosse un membro antico e primitivo del gruppo. 
Robert Sullivan, in una classificazione dei pachicefalosauri del 2006, ha riconsiderato i fossili di Ferganocephale ed è giunto alla conclusione che essi sono troppo frammentari per poter essere accostati ai pachicefalosauri; nello studio, Ferganocephale è considerato un nomen dubium. 

## Significato del nome
Il nome generico Ferganocephale deriva dalla provincia di Fergana, in Kyrgyzstan dove sono stati ritrovati i fossili, e dalla parola greca kephale ("testa"), con riferimento alla presunta parentela con i pachicefalosauri. L'epiteto specifico, adenticulatum, deriva dal neolatino e significa più o meno "senza seghettature sui denti". 